# Dos Santos
Manuel dos Santos Fernandes, conhecido simplesmente por Dos Santos (Cidade da Praia, 28 de março de 1974) é um ex-futebolista francês de origem cabo-verdiana. Fez sucesso no Olympique de Marseille, onde atuou entre 2000 e 2004.
Jogou também por Monaco (2 passagens), Montpellier, Benfica e Strasbourg.
Após 6 meses de inatividade, chegou a encerrar sua carreira em 2009, aos 34 anos de idade. Porém, Dos Santos (cuja pronúncia em francês é Dos Santôs) voltou a jogar no mesmo ano, pelo Rapid de Menton, fixando residência em Mônaco em seguida. Aposentou-se no ano seguinte, quando voltaria ao Monaco, desta vez para treinar as categorias de base do time. Em sua carreira como jogador, foram apenas 2 gols marcados.